# Challenge Cup (voleibol femenino)
La Challenge Cup, conocida hasta el 2007 como Copa CEV, es una competición continental europea de clubes de voleibol organizada por la CEV, la tercera en importancia tras la  Champions League y la Copa CEV.

## Palmarés
| Año           | Campeón                   | Finalista                     | Tercero                                |
| ------------- | ------------------------- | ----------------------------- | -------------------------------------- |
| Copa CEV      |                           |                               |                                        |
| 1980/1981     | SV Luhhof                 | Pallavolo Cecina              | 1. VC Wiesbaden                        |
| 1981/1982     | USC Münster               | Pallavolo Ancona              | Orion Doetinchem                       |
| 1982/1983     | SG JDZ Feuerbach          | Pallavolo Cecina              | TG Rüsselsheim                         |
| 1983/1984     | Vittoria Vill. Bari       | Civ e Civ Modena              | SG JDZ Feuerbach                       |
| 1984/1985     | Viktoria Augsburg         | Vittoria Vill. Bari           | CUS Parma                              |
| 1985/1986     | Nelsen Reggio Emilia      | SG JDZ Feuerbach              | Crvena Zvezda Belgrado                 |
| 1986/1987     | Civ e Civ Modena          | USC Münster                   | Pallavolo Ancona                       |
| 1987/1988     | Yoghi Ancona              | Reggio Emilia                 | Emlakbank Ankara                       |
| 1988/1989     | Braglio C. Reggio Emilia  | Slavia Praga                  | 1. VC Schwerte                         |
| 1989/1990     | Orbita Zaporozhije        | Bayern Lohhof                 | Rapid Bucarest                         |
| 1990/1991     | Pescoparo Matera          | Reggio Emilia                 | Vakifbank Ankara                       |
| 1991/1992     | Pescoparo Matera          | Volley Módena                 | Vakifbank Ankara                       |
| 1992/1993     | Colli Aniene Roma         | Eczacibasi Istanbul           | Ekaterinbourg                          |
| 1993/1994     | USC Münster               | Agrigento                     | Iskra Lugansk                          |
| 1994/1995     | Ecoclear Sumirago         | Orbita Zaporozhije            | RC Villebon 91                         |
| 1995/1996     | USC Münster               | Emlakbank Ankara              | Rossy Moscú                            |
| 1996/1997     | Alpam Roma                | Romanelli Florencia           | Galatasaray Istanbul                   |
| 1997/1998     | Cermagica Reggio Emilia   | Reggio Calabria               | ASPTT Mulhouse                         |
| 1998/1999     | Centro Ester Nápoles      | Iskra Lugansk                 | Uralochka Ekaterinbourg                |
| 1999/2000     | Medinex Reggio Calabria   | Volley Vicenza                | Vakifbank Günes Sigorta Istanbul       |
| 2000/2001     | Cividini Vicenza          | Foppapedretti Bergamo         | Sirio Perugia                          |
| 2001/2002     | Edison Volley Modena      | Marine Cons. Ravenna          | Balakovskaia Balakovo                  |
| 2002/2003     | Asystel Novara            | Hotel Cantur Las Palmas       | Pallavollo Sirio Perugia               |
| 2003/2004     | Foppapedretti Bergamo     | Vini Monte Schiavo Jesi       | C.S.C. Ávila                           |
| 2004/2005     | Pallavollo Sirio Perugia  | Balakovskaia Balakovo         | Vini Monte Schivo Jesi                 |
| 2005/2006     | Scavolini Pesaro          | Bigmat Kerakoll Chieri        | Universidad de Burgos                  |
| 2006/2007     | Sirio Perugia             | Zarechie Odintsovo            | Asystel Novara                         |
| Challenge Cup |                           |                               |                                        |
| 2007/2008     | VakifGunes Istanbul       | Volley Vicenza                | Dresdner SC                            |
| 2008/2009     | Pieralisi Jesi            | Panathinaikos Atenas          | Leningradka                            |
| 2009/2010     | Dresdners SC              | Asteríx Kieldrecht            | Galatasaray SK                         |
| 2010/2011     | Azərreyl Bakú             | Lokomotiv Bakú                | Igtisadchi Bakú Uraločka Ekaterimburgo |
| 2011/2012     | Lokomotiv Klubu Bakú      | Voleybol Klubu Bakı           | VDK Gent Dames VfB 91 Suhl             |
| 2012/2013     | Dinamo Krasnodar          | River Piacenza                | Fischbek Hamburgo Viesti Salo          |
| 2013/2014     | Zareč'e Odincovo          | Beşiktaş                      | ASPTT Mulhouse Impel Breslavia         |
| 2014/2015     | Bursa BBSK                | Uralochka Ekaterimburgo       | Schweriner SC Khimik Youjne            |
| 2015/2016     | CSM București             | Idman Ocagı Trebisonda        | Bursa BBSK Zarechye Odintsovo          |
| 2016/2017     | Bursa BBSK                | Olympiacos Pireo              | Schweriner SC Yenisey Krasnoyarsk      |
| 2017/2018     | Olympiacos Pireo          | Bursa BBSK                    | Dinamo Krasnodar Voleibol Nantes       |
| 2018/2019     | Pro Victoria Monza        | Aydın Büyükşehir Belediyespor | GV Nova Gorica Le Cannet-Rocheville    |
| 2020/2021     | Yeşilyurt S. K.           | CSM Volei Alba Blaj           | THY Istanbul MCM Kaposvári             |
| 2021/2022     | Scandicci Savino Del Bene | Tenerife La Laguna            | Aydın Obrenovac                        |
| 2022/2023     | Chieri '76                | Lugoj                         | Suhl Jedinstvo Stara Pazova            |
| 2023/2024     | Igor Gorgonzola Novara    | Neptunes Nantes               | VC Wiesbaden Nilüfer Belediyespor      |
| 2024/2025     | Roma Volley               | Chieri '76                    | Galatasaray S.K. SC Potsdam            |

### Títulos por equipo
| Equipo                 | Victorias | Años             |
| ---------------------- | --------- | ---------------- |
| USC Münster            | 3         | 1982, 1994, 1996 |
| Reggio Emilia          | 3         | 1986, 1989, 1998 |
| Volley Modena          | 2         | 1987, 2002       |
| Pallavolo Matera       | 2         | 1991, 1992       |
| CUS Roma               | 2         | 1993, 1997       |
| Sirio Perugia          | 2         | 2005, 2007       |
| Bursa BBSK             | 2         | 2015, 2017       |
| AGIL Novara            | 2         | 2003, 2024       |
| SV Luhhof              | 1         | 1981             |
| SG JDZ Feuerbach       | 1         | 1983             |
| Volley Bari            | 1         | 1984             |
| Viktoria Augsburg      | 1         | 1985             |
| Pallavolo Ancona       | 1         | 1988             |
| Orbita Zaporozhije     | 1         | 1990             |
| Pallavolo Sumirago     | 1         | 1995             |
| Ester Nápoles          | 1         | 1999             |
| Virtus Reggio Calabria | 1         | 2000             |
| Volley Vicenza         | 1         | 2001             |
| Volley Bergamo         | 1         | 2004             |
| Robursport Pesaro      | 1         | 2006             |
| VakıfGüneş Istanbul    | 1         | 2008             |
| Pieralisi JESI         | 1         | 2009             |
| Dresdner SC            | 1         | 2010             |
| Azərreyl Bakú          | 1         | 2011             |
| Lokomotiv Bakú         | 1         | 2012             |
| Dinamo Krasnodar       | 1         | 2013             |
| Zareč'e Odincovo       | 1         | 2014             |
| CSM București          | 1         | 2016             |
| Olympiacos Pireo       | 1         | 2018             |
| Pro Victoria Monza     | 1         | 2019             |
| Yeşilyurt S. K.        | 1         | 2021             |
| Pallavolo Scandicci    | 1         | 2022             |
| Roma Volley            | 1         | 2025             |

### Títulos por país
| País            | Victorias | Años |
| --------------- | --------- | --- |
| Italia          | 26        | 1984, 1986, 1987, 1988, 1989, 1991, 1992, 1993, 1995, 1997, 1998, 1999, 2000, 2001, 2002, 2003, 2004, 2005, 2006, 2007, 2009, 2019, 2022, 2023, 2024, 2025 |
| Alemania        | 7         | 1981, 1982, 1983, 1985, 1994, 1996, 2010 |
| Turquía         | 4         | 2008, 2015, 2017, 2021 |
| Azerbaiyán      | 2         | 2012, 2013 |
| Rusia           | 2         | 2013, 2014 |
| Unión Soviética | 1         | 1990 |
| Rumania         | 1         | 2016 |
| Grecia          | 1         | 2018 |